# 内外プロセス
株式会社内外プロセス（ないがいぷろせす、英文名：Naigai Process Company, Limited）は、印刷製版、DTP、色校正、電子書籍制作、ウェブサイト制作、ソフトウェア開発などの事業を行う、岡山県岡山市南区に本社を置く、日本の企業である。

## 主要事業
- 印刷製版、DTP、色校正、オンデマンド印刷
- 電子書籍制作、ウェブサイト制作、ソフトウェア開発
- Web制作、3DCG制作、動画編集

## 事業所
- 本社 - 岡山県岡山市南区藤田566番183号
- 東京支社 - 東京都千代田区神田三崎町3-10-4　千代田ビル2F

## 沿革
- 1972年（昭和47年） - 会社設立
- 2007年（平成19年） - B1までの色校正に対応
- 2009年（平成21年） - プライバシーマーク取得

## 関連会社
- 内外インキ中国販売株式会社
- 株式会社オンソノ